# Thecacera darwini
Thecacera darwini is een slakkensoort uit de familie van de Polyceridae. De wetenschappelijke naam van de soort is voor het eerst geldig gepubliceerd in 1950 door Pruvot-Fol.